# Arbeitsrecht (Schweiz)
Das Arbeitsrecht der Schweiz umfasst alle Normen, welche in irgendeiner Form die Beschäftigung regeln. Die Regelung der Beschäftigung durch private Arbeitgeber ist dabei weitgehend auf Bundesebene vereinheitlicht, während bei öffentlich-rechtlichen Beschäftigungsverhältnissen nach wie vor eine Vielzahl von kantonalen Gesetzen vorherrscht. Insbesondere die zivilrechtliche Normierung ist auf eine Vielzahl von Gesetzen verteilt. Von grösserer Bedeutung sind insbesondere die neue Bundesverfassung von 1999, das Obligationenrecht, das Arbeitsgesetz sowie im öffentlich-rechtlichen Bereich das Bundespersonalgesetz.

## Rechtsquellen
Die folgenden Gesetze definieren die Rahmenbedingungen, unter denen in der Schweiz Personen beschäftigt werden dürfen:
- Die neue Bundesverfassung regelt einige normative Grundsätze sowie die Kompetenzen der einzelnen Gebietskörperschaften, namentlich die Kompetenzen von Bund und Kantonen.
- Grundlegend ist das Einzelarbeitsvertrags-Recht, das im Obligationenrecht (OR) niedergeschrieben ist. Grundsätzlich vereinbaren Arbeitgeber und Arbeitnehmer ihren Arbeitsvertrag dispositiv, d. h. in freier gegenseitiger Willensäusserung. Allerdings müssen dabei einige grundlegende gesetzliche Normen eingehalten werden, die im Streitfall Vorrang besitzen. Nebst dem Einzelarbeitsvertrags-Recht des OR müssen auch die öffentlich-rechtlichen Vorschriften und ein allfällig geltender Gesamtarbeitsvertrag (GAV) eingehalten werden. Der Gesamtarbeitsvertrag seinerseits ist in seinen Rahmenbedingungen ebenfalls im OR festgelegt.
- Das Bundesgesetz über die Allgemeinverbindlicherklärung von Gesamtarbeitsverträgen regelt die behördlichen Möglichkeiten, Gesamtarbeitsverträge auch für Branchen und Unternehmen verbindlich zu erklären, die sich dem Gesamtarbeitsvertrag nicht freiwillig angeschlossen haben.
- Ebenfalls zwingendes öffentliches Recht stellt das Arbeitsgesetz dar, das der Arbeitnehmer-Seite minimale Schutznormen bezüglich Arbeitszeit gewährleistet. Es wird heute meist durch gesamtarbeitsvertragliche Regelungen unterboten.
- Der Gesundheitsschutz am Arbeitsplatz gilt in der Schweiz terminologisch teilweise nicht als Arbeitsrecht, sondern wird im Rahmen des Unfallversicherungsrechtes (SUVA) behandelt.
- Die Arbeitsbedingungen ausländischer Arbeitnehmer (i.S. v. a. minimaler arbeitsvertraglicher Standards), die nur für einzelne Projekte/Arbeitseinsätze in die Schweiz entsandt werden, werden im Entsendegesetz geregelt. Es soll v. a. Lohn- und Sozial-Dumping verhindern.
- Das Bundesgesetz gegen die Schwarzarbeit soll diesbezügliche Missbräuche von Arbeitgeber- wie von Arbeitnehmer-Seite verhindern.

Tritt der Staat als Arbeitgeber auf, so sind vorrangig die Bestimmungen des öffentlichen Rechts zu beachten. Die privatrechtlichen Bestimmungen kommen nur subsidiär oder als analog angewendetes Recht zum Zug. Da die Kantone in der Ausgestaltung ihres Verwaltungsrechts weitgehend autonom sind, kennen alle Kantone eigene Regelungen für öffentlich-rechtliche Beschäftigungsverhältnisse. Auf Bundesebene sind insbesondere das Bundespersonalgesetz (BPG) und soweit Haftungsfragen betroffen sind das Verantwortlichkeitsgesetz (VG) zu beachten.

## Bundesverfassung
Mit der neuen Bundesverfassung haben neben den wenigen bestehenden Bestimmungen bezüglich des Arbeitsverhältnisses einige neue, teilweise recht bedeutende Bestimmungen Eingang in das formelle Verfassungsrecht der Schweiz gefunden. Die in der Verfassung verankerten Bestimmungen sind grösstenteils nicht self-executing, das heisst, sie können nicht individuell-konkret eingeklagt werden. Ausgenommen hiervon sind die Grundrechte, welche teilweise auch für das Arbeitsrecht von Bedeutung sind. Ferner können die vom Bund erlassenen Gesetze und Verordnungen auch nicht in generell-abstrakter Weise auf ihre Verfassungsmässigkeit überprüft werden, was die Wirkung der Verfassungsnormen weiter einschränkt.
Die ersten das Arbeitsrecht betreffenden Bestimmungen der Verfassung finden sich im individuell einklagbaren Grundrechtsteil. Art. 27 garantiert in Abs. 1 die Wirtschaftsfreiheit und präzisiert diese insofern in Abs. 2, als die freie Wahl des Berufs und der freie Zugang zu einer privatwirtschaftlichen Tätigkeit ausdrücklich garantiert werden. In diesem Artikel kommt also die marktwirtschaftliche Ausrichtung der schweizerischen Wirtschaftspolitik zum Ausdruck. In Art. 28 wird die Koalitionsfreiheit gewährleistet, es ist den Arbeitnehmern und Arbeitgebern also ausdrücklich gestattet, Interessenverbände zu gründen. Die herausragendste Bestimmung findet sich allerdings in Abs. 3 des besagten Artikels, wo das Streikrecht ausdrücklich garantiert wird. Dies ist insofern von grosser Bedeutung, als dieser Bestimmung ein jahrzehntelanger Streit vorausging, ob Streiks zulässig seien. Im Gegensatz zu den umliegenden Ländern war der Streik in der Schweiz vor Inkrafttreten der neuen Bundesverfassung nie gesetzlich geregelt worden.
Weitere das Arbeitsrecht betreffende Bestimmungen finden sich im 7. Abschnitt (Wirtschaft) des 2. Kapitels (Zuständigkeiten). In Art. 94 Abs. 1 wird die bereits im Grundrechtsteil garantierte Wirtschaftsfreiheit wiederholt und Bund und Kantonen als Grundsatz ihrer Wirtschaftspolitik auferlegt. Bedeutender ist Art. 110 Abs. 1, der bestimmt, dass der Bund Vorschriften über die Arbeit erlassen kann. In lit. a bis d wird präzisiert, was genau durch den Bund geregelt werden darf. Namentlich ist dies der Schutz der Arbeitnehmer, das Verhältnis zwischen Arbeitgeber und Arbeitnehmer, die Arbeitsvermittlung und die Allgemeinverbindlichkeitserklärung von Gesamtarbeitsverträgen. Der Wortlaut des Artikels, wonach der Bund Vorschriften erlassen kann, deutet auf eine Kompetenznorm mit nachträglich derogatorischer Wirkung hin. Das heisst, dass der Bund befugt ist, den bestimmten Bereich zu regeln, er ist aber nicht dazu verpflichtet. Ferner bedeutet dies, dass die Kantone befugt sind selbst Regelungen zu diesem Bereich zu erlassen, diese aber ihre Gültigkeit verlieren, sobald der Bund entsprechende Regeln erlässt. In der Praxis gibt dieser Artikel dem Bund eine sehr umfassende Kompetenz, wovon er mit dem Erlass des OR, des Arbeitsgesetzes, sowie einiger weiterer Gesetze umfassend Gebrauch gemacht hat. Für kantonale Regelungen besteht somit fast kein Raum mehr. Abs. 2 von Art. 110 setzt schliesslich Schranken für die Allgemeinverbindlichkeitserklärung von Gesamtarbeitsverträgen.

## Obligationenrecht
Die grundlegenden und wichtigsten Regeln zum Abschluss eines Arbeitsvertrages stehen im Obligationenrecht ab Artikel 319. Im Kern regeln sie eine soziale Marktwirtschaft. Grundsätzlich gilt für den Arbeitsmarkt Wirtschaftsfreiheit, gleichzeitig wird aber der schwächere Vertragspartner (der Arbeitnehmer) vor Ausbeutung geschützt.
Der Abschnitt ist einer der Umfangreichsten des Obligationenrechts. Er behandelt die gesetzlichen Grundlagen des Arbeitsvertrages, also des Verhältnisses eines Arbeitgebers mit einem Arbeitnehmer. Zunächst wird der Einzelarbeitsvertrag – also der Arbeitsvertrag mit einer einzelnen Natürlichen Person – behandelt, weiter folgen aber auch Abschnitte, die den erlaubten Inhalt von Gesamtarbeitsverträgen oder Normalarbeitsverträgen einschränken. Bei den Artikeln im Arbeitsrecht wird an vielen Stellen unterschieden, ob sie für beide Seiten oder nur für jeweils den Arbeitgeber zwingend sind. Es wird angegeben, ob von einer Regel in einem Arbeitsvertrag abgewichen werden kann und falls ja zu wessen Vorteil. Es ist beispielsweise erlaubt, den gesetzlichen Mindestanspruch auf Urlaub in einem Einzelarbeitsvertrag zu Gunsten des Arbeitnehmers zu erhöhen, nicht jedoch zu Gunsten des Arbeitgebers zu erniedrigen.
Grundsätzlich gilt, dass der Arbeitnehmer seine Arbeitsleistung jemandem zur Verfügung stellt und der Arbeitgeber dafür Lohn entrichten muss. Der Lohn wird entweder als Zeitlohn oder als Akkordlohn verrechnet. Im Gegensatz zu vielen anderen Vertragsverhältnissen wird beim Arbeitsvertrag in aller Regel erwartet, dass der Arbeitnehmer die Arbeit persönlich ausführt. Der Arbeitnehmer ist auch fast immer eine natürliche Person (anders beim Auftrag oder beim Werkvertrag).
Der Arbeitsvertrag ist, entgegen landläufiger Meinung, nicht an die schriftliche Form gebunden. Wer also für einen anderen Arbeit verrichtet, für die üblicherweise Lohn zu erwarten wäre, und ist nichts entsprechendes abgemacht, hat auch ohne expliziten Arbeitsvertrag Anrecht auf Bezahlung (Art. 320).

### Einzelarbeitsvertrag

#### Vertragsanbahnung
Den ersten Schritt der Vertragsanbahnung unternimmt in der Regel der Arbeitgeber, indem er eine Stelle ausschreibt. Ein Stelleninserat darf nicht diskriminieren. Sollte eine Stelle beispielsweise nur Männer ansprechen, dann kann sich eine Frau dennoch bewerben. Wenn ihr eine Absage erteilt wird, kann sie das Inserat als Beweismittel nehmen und gestützt auf Art. 3 Abs. 2 GlG klagen.
Die Fragen, die der Arbeitgeber stellt, müssen einen direkten Bezug zur Arbeitsstelle aufweisen (Art. 328b OR). Das Fragerecht des Arbeitgebers findet seine Schranken am Persönlichkeitsrecht des Arbeitnehmers (Art. 28 ZGB). Eine Frage des Arbeitgebers nach bestehenden Krankheiten ist zulässig, wenn durch die Krankheit die Arbeitstauglichkeit herabgesetzt ist. Frühere Krankheiten müssen nur angegeben werden, wenn sie nochmal auftreten könnten. Eine voraussehbare Einschränkung der Einsatzbereitschaft muss angegeben werden (Zum Beispiel bevorstehende Operationen). Die Frage, ob der Arbeitnehmer Raucher ist, ist nicht zulässig. Die Frage, ob Alkohol oder Drogen konsumiert werden, ist nicht zulässig.
In gewissen Fällen ist der Arbeitnehmer verpflichtet, die Arbeitgeberin von sich aus über gewisse Umstände zu informieren. Wenn eine Tatsache vom Arbeitgeber offensichtlich vorausgesetzt wird, dann hat der Arbeitnehmer den Arbeitgeber über eine gegenteilige Faktenlage zu informieren. Insbesondere muss der Arbeitnehmer den Arbeitgeber informieren, wenn die Tauglichkeit für eine Stelle aufgrund eines Umstands erheblich eingeschränkt ist. Zum Beispiel muss ein Arbeitnehmer den Arbeitgeber über eine fehlende Berufsbildung informieren oder über eine Gesundheitsschädigung, die die Arbeitstauglichkeit erheblich beeinträchtigt. Über Vorstrafen eines Arbeitnehmers besteht keine Mitteilungspflicht.
Der Arbeitnehmer hat eine Wahrheitspflicht. Seine Angaben dürfen weder gelogen noch irreführend sein. Verstösst der Arbeitnehmer gegen diese Pflicht, kann ihm fristlos gekündigt werden. Eine Berufung auf den Umstand, dass der Arbeitgeber gar nicht hätte informiert werden müssen oder dass die Frage illegal gewesen sei, ist irrelevant.
Auskünfte Dritter über den Bewerber dürfen in den meisten Fällen eingeholt werden. Wenn der Bewerber noch in einem Arbeitsverhältnis steht, dann darf der zukünftige Arbeitgeber nur mit Einverständnis des Bewerbers beim aktuellen Arbeitgeber Auskünfte einholen. Fragt der zukünftige Arbeitgeber beim aktuellen Arbeitgeber nach ohne Erlaubnis und entstehen dem Bewerber dadurch Nachteile, dann haftet der zukünftige Arbeitgeber dem Bewerber für nachteilige Folgen aufgrund unerlaubter Handlung oder aus culpa in contrahendo.
Hat der Bewerber keine Arbeitsstelle mehr und möchte der zukünftige Arbeitgeber bei den alten Arbeitsgebern des Bewerbers Auskünfte einholen, so darf der zukünftige Arbeitgeber dies nur mit der Zustimmung des Bewerbers. Die Auskünfte der alten Arbeitgeber sind rechtlich als mündliche Arbeitszeugnisse zu werten. Die alten Arbeitgeber dürfen nur das wiederholen, was ohnehin im Arbeitzeugnis steht. Lediglich Klarstellungen sind zulässig. Wenn es kein Arbeitszeugnis gibt, dürfen alte Arbeitgeber nicht einmal bestätigen, dass einmal ein Arbeitsverhältnis bestand.
Wenn ehemalige Arbeitskollegen gebeten werden, Auskünfte über den Bewerber zu erteilen, dann müssen sie dabei die Bestimmungen des Datenschutzgesetzes beachten.
Es besteht kein rechtlicher Anspruch eines Bewerbers, die Gründe einer Absage zu erfahren.

#### Verpflichtungen des Arbeitnehmers
Mit dem Arbeitsvertrag verpflichtet sich der Arbeitnehmer, neben der persönlichen Arbeitsleistung für den Arbeitgeber, auch zur Sorgfaltspflicht im Umgang mit den ihm zur Verfügung gestellten Werkzeugen und Gerätschaften und zur Vertretung der Interessen des Arbeitgebers. Er darf insbesondere auch keine weiteren Aufträge von Dritten annehmen, die dem Interesse des Arbeitgebers widersprechen würden. Der Arbeitnehmer ist zu Verschwiegenheit verpflichtet, wenn ihm in seiner Funktion Geschäfts- oder Fabrikationsgeheimnisse bekannt werden. Diese Verschwiegenheitspflicht endet nicht mit der Auflösung des Arbeitsvertrages und der Arbeitgeber kann auch verlangen, dass ihn der Arbeitnehmer nach Ende des Arbeitsverhältnisses nicht konkurrenziert (sogenanntes Konkurrenzverbot). Er muss den Arbeitgeber jederzeit über seine Arbeit informieren und darf ihm die Erzeugnisse seiner Arbeit nicht vorenthalten. (Art. 321, 321b, 340 [Konkurrenzverbot])

#### Überstunden
Überstundenarbeit ist jene Arbeit, die die vertraglich festgelegte Arbeitszeit überschreitet. Der Arbeitnehmer muss Überstundenarbeit leisten, wenn sie notwendig und zumutbar ist (Art. 321c Abs. 3 OR). Überstundenarbeit muss entweder durch Freizeit in gleichem Umfang oder durch Lohn vergolten werden. Der Lohn für Überzeitarbeit ist, ohne anderslautende Abmachung, mindestens 25 % höher als der verabredete Lohn (Art. 321c).

#### Weisungsbefugnis des Arbeitgebers
Der Arbeitgeber darf dem Arbeitnehmer Weisungen zur Ausführung seiner Arbeit erteilen, die nach Treu und Glauben zu befolgen sind. Diese dürfen allerdings nicht diskriminierend oder anderswie die Persönlichkeitsrechte des Arbeitnehmers beeinträchtigen. Die Grenzen, was noch eine erlaubte und was eine diskriminierende Weisung sei, sind allerdings fliessend. (Art. 321d)

#### Haftung des Arbeitnehmers
Der Arbeitnehmer haftet gegenüber dem Arbeitgeber für vorsätzlichen oder fahrlässigen Schaden an dessen Eigentum. Der Grad der Sorgfaltspflicht hängt allerdings von der Ausbildung des Arbeitnehmers ab. Macht er einen vermeidbaren Fehler bei einer Arbeit, für die er eine entsprechende Ausbildung genossen hat und den er nach seinem Wissen hätte verhindern können, so wiegt das schwerer, als wenn er beispielsweise vom Arbeitgeber mit einer Arbeit beauftragt wurde, die für ihn neu oder unbekannt war (Art. 321e). Er haftet nicht für zufälligen Schaden an Werkzeugen und Arbeitsgeräten.

#### Lohnzahlungspflicht
Mit dem Arbeitsvertrag verpflichtet sich der Arbeitgeber zur Bezahlung des Lohnes. Falls Provisionen, Gratifikationen oder andere Zusatzleistungen (wie unternehmenserfolgsabhängige Anteile) vereinbart oder üblich sind, sind auch diese zu bezahlen (Art. 322-322d). Die Bezahlung hat üblicherweise Ende jeden Monats zu erfolgen (Art. 323).

#### Annahmeverzug des Arbeitgebers
Kann der Arbeitnehmer die Arbeit aus Gründen, die der Arbeitgeber zu verantworten hat, beispielsweise, wenn die nötigen Arbeitsgeräte nicht vorhanden sind oder der Arbeitgeber aufgrund der Auftragslage keine Arbeit bereitstellen kann, nicht antreten, so ist der Lohn dennoch geschuldet. Der Arbeitnehmer kann dadurch nicht zu Nacharbeit verpflichtet werden. Der Arbeitnehmer kann (und muss teilweise) in so einem Fall andere als die normalerweise übliche Arbeit annehmen und ausführen. Allerdings gilt grundsätzlich auch die Regel, dass ein Arbeitnehmer eine alternative Arbeit nicht ausführen muss, falls ihm dadurch schwerwiegende Nachteile entstehen. Leistet der Arbeitnehmer normalerweise Arbeit im Akkordlohn, so kann ihm vorübergehend auch Arbeit für Zeitlohn aufgetragen werden. Der Lohn richtet sich dann nach dem durchschnittlichen Akkordlohn des Arbeitnehmers oder nach Gesamt- oder Normalarbeitsvertrag (Art. 326).

#### Fernbleiben des Arbeitnehmers
Kann der Arbeitnehmer die Arbeit nicht antreten, weil er krank wurde, ein öffentliches Amt ausführt oder gesetzliche Pflichten (wie Militär- oder Zivildienst) zu erfüllen hat, ist der Arbeitgeber zur Lohnfortzahlung für eine gewisse Dauer verpflichtet. Ebenso verhält es sich bei Mutterschaftsurlaub. Die Erwerbsersatzordnung oder ähnliche Versicherungen können einen Teil des Lohnes decken (Art. 324a-324b).

#### Bereitstellung von Arbeitsmaterial und Werkzeug
Für die Bereitstellung von Werkzeugen und Arbeitsmaterial ist ohne anderslautende Abmachung der Arbeitgeber verantwortlich. Bringt der Arbeitnehmer seine eigenen Werkzeuge mit, so muss ihn der Arbeitgeber dafür entschädigen, falls keine Ausnahmeregelung vereinbart wurde (Art. 327). Schäden an oder der Unterhalt von Werkzeugen hat ebenfalls der Arbeitgeber zu bezahlen, sofern den Arbeitnehmer keine Schuld am Schaden trifft. Auslagen des Arbeitnehmers, die mit der Arbeit im Zusammenhang stehen, etwa Reisespesen oder Verpflegung bei Beschäftigung abseits vom normalen Arbeitsort sind ebenfalls durch den Arbeitgeber zu erstatten. Die Entschädigung kann eine Pauschale sein (Art. 327a). Benützt der Arbeitnehmer für die Arbeit sein eigenes Fahrzeug, muss der Arbeitgeber angemessene Entschädigung bezahlen (Art 327b).

#### Freitage und Urlaub
Der Arbeitnehmer hat Anrecht auf mindestens einen freien Tag pro Woche. Dies soll im Normalfall der Sonntag sein. Der Arbeitnehmer hat Anspruch auf wenigstens vier Wochen Ferien pro Jahr (fünf falls er jünger als 20 Jahre ist), wovon mindestens zwei Wochen zusammenhängend sein müssen (Art 329a und 329c). Der Arbeitgeber hat zwar grundsätzlich das Recht, den Zeitpunkt der Ferien festzulegen, er muss aber die Wünsche des Arbeitnehmers berücksichtigen, soweit das betrieblich möglich ist. Während der Ferien ist Lohn geschuldet (bezahlter Urlaub). Die Ferien dürfen aber nicht ausbezahlt werden. Umgekehrt darf der Arbeitnehmer während seines Urlaubs nicht für einen dritten arbeiten, sofern dadurch die Interessen des Arbeitgebers beeinträchtigt werden (Art. 329d).

#### Fürsorge
Die Artikel 331 bis 331c regeln die Personalfürsorge, darunter fallen Versicherungsbeiträge sowie Beiträge zu Arbeitslosenkassen, Pensionskassen und ähnlichen Vorsorgeinstitutionen, zu denen Arbeitnehmer und Arbeitgeber anteilsmässig Beiträge leisten.

#### Erfindungen des Arbeitnehmers
In den Artikel 332 und 332a stehen die – ohne anderslautende Abmachung – üblichen Regeln bezüglich der Nutzung urheberrechtlich schutzwürdiger Erzeugnisse des Arbeitnehmers während der Arbeit. Generell gehören diese dem Arbeitgeber, sofern sie in einer Weise entstanden sind, wie sie der Arbeit entspricht. Zufallserfindungen gehören dagegen dem Arbeitnehmer.

#### Auflösung des Arbeitsverhältnisses
Beim Arbeitsverhältnis wird unterschieden, ob es sich um ein befristetes oder unbefristetes Arbeitsverhältnis handelt. Das befristete Arbeitsverhältnis endigt ohne Kündigung nach Ablauf der eingegangenen Dauer oder beim Tod des Arbeitnehmers. Ist das Arbeitsverhältnis auf eine Dauer von länger als 10 Jahren abgeschlossen worden, so stehen sowohl dem Arbeitnehmer als auch dem Arbeitgeber eine 6-monatiges Kündigungsfrist zu. Wird das Arbeitsverhältnis stillschweigend fortgesetzt, so gilt es als unbefristetes Arbeitsverhältnis.
Im unbefristeten Arbeitsverhältnis gibt es Kündigungsfristen. Diese beträgt in der Probezeit (maximal 3 Monate) 1 Woche (durch Gesamtarbeitsvertrag verkürzbar), danach im ersten Jahr ein Monat, im zweiten bis neunten Dienstjahr 2, danach 3 Monate. Die Fristen gelten für beide Parteien gleichermassen.
Keine Seite darf ein Arbeitsverhältnis missbräuchlich kündigen. Darunter fällt etwa eine Kündigung, weil der Arbeitnehmer sich einer Gewerkschaft angeschlossen hat, Militärdienst leistet oder eine andere politische Ansicht vertritt, die aber keinen Einfluss auf das Arbeitsverhältnis hat. Verboten ist auch die Kündigung zur sogenannten Unzeit, etwa während der Arbeitnehmer Militärdienst leistet oder krank ist (Art. 334-336d, 338). Für eine fristlose Kündigung müssen wesentliche Gründe vorliegen, die das Vertrauensverhältnis zwischen den Vertragsparteien nachhaltig stören und ein Fortsetzen des Arbeitsverhältnisses als unzumutbar erscheinen lassen (Art. 337). Erfolgt die fristlose Kündigung ungerechtfertigt, so ist eine Entschädigung geschuldet.
Als interessante Variante gibt es zudem die sog. Änderungskündigung, bei der im Zusammenhang mit einer ordentlichen Kündigung dem Mitarbeiter ein neuer Arbeitsvertrag angeboten wird, welcher in der Regel schlechter ist, als der vorhergehende Arbeitsvertrag.
Bei der Massenentlassung handelt es sich um eine Kündigung von einer grösseren Anzahl von Mitarbeitern eines Betriebs innert 30 Tagen, bei der der Kündigungsgrund nicht in der Person des gekündigten Arbeitnehmers liegt.
Lehnt ein Arbeitnehmer einen Betriebsübergang ab, gilt sein Arbeitsverhältnis nach Ablauf der gesetzlichen Kündigungsfrist, frühestens jedoch im Zeitpunkt des Betriebsübergangs, als aufgelöst (Art. 333 Abs. 2 OR).

### Besondere Arbeitsverhältnisse

#### Der Lehrvertrag
Der Lehrvertrag ist eine besondere Form des Arbeitsvertrages. Er ist eine Vereinbarung zwischen Lehrling und Lehrmeister, wonach ersterer einen bestimmten Beruf fachgemäss bei seinem Meister erlernen will und darf. Er muss schriftlich abgefasst werden. Der Lehrling verpflichtet sich darin, seine Aufgabe nach Kräften zu erfüllen. Sofern er noch nicht volljährig ist, muss er dabei von seinen gesetzlichen Vertretern (in der Regel die Eltern), die den Vertrag mitunterschreiben, unterstützt werden. Der Lehrmeister verpflichtet sich, seinen Lehrling nach bestem Wissen und Gewissen auszubilden. Er darf ihm den Besuch von Berufsschulen und ähnlichen Institutionen nicht verweigern und auch den Lehrling nicht als billige Arbeitskraft missbrauchen. (Art. 344-346a)

#### Der Handelsreisendenvertrag
Der Handelsreisendenvertrag ist ein Arbeitsvertrag für einen Mitarbeiter, der vorwiegend oder ausschliesslich als Vertreter für einen Arbeitgeber ausserhalb dessen Geschäftsräumen Geschäfte tätigt. Der Vertrag muss schriftlich abgefasst sein und über Dauer des Arbeitsverhältnisses, Vollmachten des Handelsreisenden, Entgelt und Auslagenersatz sowie Gerichtsstand bei ausländischem Arbeitgeber beinhalten (Art. 347-347a). Die folgenden Artikel regeln einige besondere Pflichten der Vertragsparteien bei diesem speziellen Arbeitsverhältnis, darunter Details zur Vollmacht des Handelsreisenden.

#### Der Heimarbeitsvertrag
Der Heimarbeitsvertrag ist eine weitere Sonderform des Arbeitsvertrages. Er wird abgeschlossen, falls der Arbeitnehmer Heimarbeit leisten soll. Besonders ist hier etwa, dass der Arbeitnehmer für Pünktlichkeit der Lieferung und für die Qualität seiner Arbeit haftet. Mängel an der gelieferten Sache muss er also selber ausbessern (Art. 350ff).

## Gesamtarbeitsvertrag
Der Gesamtarbeitsvertrag (GAV) regelt erweiterte Vereinbarungen zwischen Arbeitnehmern und Arbeitgebern als Grundlage für Einzelarbeitsverträge. Gesamtarbeitsverträge werden in der Regel zwischen Arbeitgeberorganisationen und Arbeitnehmerorganisationen (z. B. Gewerkschaften) abgeschlossen und definieren die Rahmenbedingungen für Anstellungsverhältnisse in einer bestimmten Branche. Arbeitnehmer, die in einer durch einen Gesamtarbeitsvertrag geregelten Branche oder in einem solchen Vertrag unterstellten Betrieb arbeiten, dürfen nicht zur Mitgliedschaft in der Gewerkschaft gezwungen werden. Umgekehrt sind auch Abreden nichtig, wonach Nichtmitglieder oder anderswie bezeichnete Arbeitnehmer von einem Beruf ausgeschlossen werden (ausgenommen, dies ist aus Sicherheitsgründen o. ä. notwendig). (Art. 356+356a) Der Artikel 356a («Freiheit der Organisation und der Berufsausübung») steht damit diametral den bis zum Ende des 18. Jahrhunderts in der Schweiz verbreiteten Zunftordnungen entgegen. Die Zünfte des Mittelalters, bei denen Zunftzwang die Regel war, hatten seit der Helvetik 1798 und den nachfolgenden liberalen Revolutionen in den Kantonen ihre Bedeutung verloren und ihre Gesetze waren durch wesentlich liberalere ersetzt worden. Diese schützten allerdings die Arbeitnehmenden in der Phase der Industrialisierung schlecht, sie verfielen verbreitet der Armut und Schutzlosigkeit des Marktes. Erst die Gründung von Gewerkschaften und später die Anerkennung des GAV als Rechtsquelle im Jahr 1911 leiteten Verbesserungen ein. Diese GAV-Anerkennung war die erste überhaupt in Europa.

## Normalarbeitsverträge
Normalarbeitsverträge sind Vorschriften, die vom Gesetzgeber (Bund, Kantone, Gemeinden) für bestimmte Berufskategorien oder Berufe gemacht werden. Darin kann der Gesetzgeber beispielsweise Mindestlöhne für einzelne Berufe festlegen (Art 359, 359a, 360;).

## Arbeitsschutz
Neben den Bestimmungen des Obligationenrechts finden sich weitere Regelungen im Arbeitsgesetz (ArG) und den zugehörigen Verordnungen (Verordnungen zum Arbeitsgesetz 1 – 5, ArGV 1 – 5). In diesen Erlassen finden sich hauptsächlich detaillierte Bestimmungen über den Arbeitsschutz, die dem zwingenden Recht zuzurechnen sind. Namentlich finden sich Regelungen über die maximale Arbeits- und Ruhezeit, den Schichtbetrieb sowie den Schutz besonderer Gruppen wie Jugendlicher und Schwangerer. Aber auch Bestimmungen über den Gesundheitsschutz, die Überwachung von Arbeitnehmenden sowie Ladenöffnungszeiten (soweit nicht kantonal und kommunal geregelt) finden sich darin. Diese zwingenden Minimalbestimmungen werden durch die kantonalen Arbeitsinspektorate überprüft. Dies stellt den Unterschied zu den zwingenden Normen des Obligationenrechts dar, welche nur gerichtlich durch den Arbeitnehmenden durchgesetzt werden können. Weitere Regeln zum Schutz von Arbeitnehmern können schliesslich dem Unfallversicherungsrecht entnommen werden. Viele der zwingenden Normen, v. a. im Bereich Arbeitszeit, werden heute durch privatrechtliche Vereinbarungen wie GAV unterboten. Im Gleichstellungsgesetz der Schweiz gibt es zudem einen Artikel in der Bundesverfassung, der den Gesetzgeber zur umfassenden Sicherstellung der Gleichstellung der Geschlechter verpflichtet.

## Öffentlich-rechtliche Beschäftigungsverhältnisse

### Allgemeines
Bei der Anstellung nach öffentlichem Recht sind gesonderte Bestimmungen nötig, um einerseits der Gefahr einer übermächtigen Politik gegenüber den Beschäftigten einzuschränken und andererseits die besondere Verantwortung, die sich aus der übergeordneten Stellung gegenüber Privaten ergibt, Rechnung zu tragen. Die Bestimmungen des Privatrechts, namentlich insbesondere des OR, können folglich nicht zur Anwendung kommen. Auf Ebene des Bundes ist insbesondere das Bundespersonalgesetz (BPG) sowie für Haftungsfragen das Verantwortlichkeitsgesetz (VG) massgeblich. Im öffentlich-rechtlichen Arbeitsrecht findet sich allerdings eine Vielzahl von Verweisen und Analogien zum privatrechtlichen Arbeitsrecht. Ferner werden Lücken im öffentlich-rechtlichen Arbeitsrecht durch die Rechtsprechung oft durch analoge Anwendung des Privatrechts geschlossen.
Die Kantone sind im öffentlich-rechtlichen Arbeitsrecht nicht an die in Art. 110 Abs. 1 BV statuierte Kompetenzenverteilung gebunden. Viel mehr handelt es sich beim öffentlich-rechtlichen Arbeitsrecht um einen Teil des Verwaltungsrechts, welches die Kantone im Rahmen ihrer Kompetenz selbst ausgestalten dürfen. Ableiten lässt sich dies insbesondere aus der «Souveränität» der Kantone (Art. 3 BV). Deshalb haben alle Kantone ein eigenes Personalrecht erlassen. Teilweise wird dabei allerdings auf privatrechtliche oder öffentlich-rechtliche Regeln des Bundes verwiesen.
Im Allgemeinen kann gesagt werden, dass sich das öffentlich-rechtliche Arbeitsrecht in den letzten Jahrzehnten zunehmend an das Privatrecht angepasst hat. Konkret wurde insbesondere der Beamtenstatus im eigentlichen Sinne abgeschafft. Weitgehend abgeschafft ist ferner die Wahl der Beamten auf Amtsdauer. Üblich ist diese nur noch für Kommissionen mit eigener Entscheidungsbefugnis, wie beispielsweise die Eidgenössischen Schätzungskommissionen, welche den zu entrichtenden Wert bei Enteignungen bestimmen. Schliesslich fordern auch die vermehrt angewandten Ansätze des New Public Management eine Hinwendung zum Privatrecht.

### Anstellung
Gemäss dem dualistischen System kann ein öffentlich-rechtlicher Arbeitgeber ein Arbeitsverhältnis nur in zwei Schritten begründen. Zuerst muss der Arbeitgeber intern den Beschluss eine bestimmte Person einzustellen mit einer Verfügung fassen. Diese Verfügung kann auf dem Rechtsweg angefochten werden. Das Bundesrecht gewährt einem unterlegenen Bewerber hier jedoch nur den Rechtsweg, wenn eine Diskriminierung (beispielsweise Verstoß gegen das Gleichstellungsgesetz) geltend gemacht wird, nicht jedoch wegen der Qualifikation des Bewerbers. Einzelne Kantone haben jedoch auch Beschwerden wegen der Qualifikation der Bewerber gutgeheissen.
Der zweite Schritt zur Anstellung besteht im klassischen Verwaltungsrecht in einer zweiten Verfügung, welche das Arbeitsverhältnis begründet. Diese Verfügung ist mitwirkungsbedürftig, kann also nicht gegen den Willen des Arbeitnehmers erlassen werden. In jüngerer Vergangenheit sind jedoch viele Kantone von diesem System abgekommen und sind aus Gründen der Flexibilisierung im Rahmen des New Public Management zu einem System mit verwaltungsrechtlichen Arbeitsverträgen übergegangen. Der Rechtsschutz wird dabei eingeschränkt, da Verträge schwerer anzufechten und einfacher aufzulösen sind. Die Rechtsprechung hat jedoch klargestellt, dass auch bei verwaltungsrechtlichen Verträgen die Beschlussfassung des öffentlich-rechtlichen Arbeitgebers in der Form einer Verfügung ergeht, die zumindest aufgrund Diskriminierung angefochten werden kann. Der Kündigungsschutz ist bei verwaltungsrechtlichen Arbeitsverträgen höher als bei privatrechtlichen. Im Gegensatz zum Privatrecht muss jede Kündigung begründet werden und jede Kündigung kann auf dem Rechtsweg angefochten werden.

### Haftung
Die meisten Kantone und der Bund kennen heute das System der ausschliesslichen Staatshaftung. Dies hat zur Folge, dass ein allfällig geschädigter Dritter immer direkt auf den Staat greifen kann und nicht gegen dessen Bedienstete vorgehen muss. Welche Regeln anzuwenden sind, ist jedoch vom Vertragsverhältnis abhängig. Erbringt der Staat nämlich in Konkurrenz zu Privaten kommerzielle Dienstleistungen, so haftet der Staat nach den Regeln des Zivilrechts (insbesondere Art. 41ff. OR). Die Rechtsprechung hat beispielsweise die Behandlung am Tierspital Zürich als kommerziell qualifiziert, da lediglich die an diesem Institut vorgenommene Ausbildung von Tierärzten eine öffentliche Aufgabe sei, nicht jedoch die Behandlung. Bei der Erbringung staatlicher Dienstleistungen haftet der Staat hingegen nach dem gültigen Verantwortlichkeitsgesetz, welches vom Bund nur für seine Angestellten geregelt ist, während die Kantone eigene Gesetze erlassen haben. Gemäss Rechtsprechung zählt beispielsweise die Behandlung in staatlichen Spitälern immer unter die verwaltungsrechtliche Staatshaftung, unabhängig davon ob der Patient gesetzlich oder privat versichert ist. Praktisch liegt die Relevanz der Unterscheidung zwischen privatrechtlicher und verwaltungsrechtlicher Staatshaftung vor allem in teilweise stark unterschiedlichen Verjährungsfristen.
Der Staat wiederum kann im Falle des Vorliegens eines Haftungstatbestandes unter Umständen auf den Arbeitnehmer zurückgreifen, der sich eines Fehlverhaltens schuldig gemacht hat. Auch dies bestimmt sich für Angestellte des Bundes respektive der Kantone nach den jeweiligen Verantwortlichkeitsgesetzen.